# Luis Felipe Ramón y Rivera
Luis Felipe Ramón y Rivera (San Cristóbal, estado Táchira; 23 de agosto de 1913-Caracas, 22 de octubre de 1993) fue un violinista, compositor, profesor, escritor y folclorista venezolano.

## Biografía

### Primeros años
Nacido durante la dictadura de Juan Vicente Gómez, reside en su infancia sucesivamente en San Cristóbal pasando de 1919 a 1921 temporalmente a vivir con su familia en Cúcuta y Pamplona, y de nuevo al Táchira en 1921. 

### Formación
En 1925 la familia viaja a Caracas, donde el joven Ramón y Rivera comienza sus estudios musicales en la Academia de Música y Declamación, de nuevo en Colombia, en 1926 recibe clases de teoría y solfeo con el maestro de capilla Gerardo Rangel. Regresa a Caracas en 1928 y de nuevo en la Academia de Música y Declamación, recibe clases de teoría musical y solfeo con Vicente Emilio Sojo y Miguel Ángel Espinel, armonía con Juan Bautista Plaza, además estudia violín en la Escuela de Música de Caracas. En 1934 se recibe como profesor de viola formando parte del Orfeón Lamas y de la Orquesta Sinfónica Venezuela.

### San Cristóbal
Regresa a San Cristóbal en 1938 iniciando una fecunda producción musical y labor cultural que lo lleva fundar la Junta Pro-Arte en 1939, dirigiendo la orquesta de la Junta. Es de 1939 su composición musical más conocida, Brisas del Torbes, que es reconocida como la canción tachirense más divulgada internacionalmente, el tema es un canto los paisajes y la idiosincrasia del sancristobalense. También se destaca en su labor docente como profesor en la Escuela de Artes y Oficios y la Escuela Normal de Maestros; y fue uno de los fundadores, en 1942, de la Academia de Música del Táchira siendo director de esta institución y del orfeón de la misma.

### En Buenos Aires y Montevideo
Parte en 1945 a Montevideo donde estudia, gracias a una beca del gobierno, armonía e instrumentación con Vicente Ascone y posteriormente viaja a Buenos Aires donde se forma en etnomusicología. Es en Argentina donde conoce y contrae nupcias con la musicológa Isabel Aretz. 

### Labor cultural
De regreso en Venezuela, en 1947 fue nombrado por Juan Liscano jefe de la sección de música del Servicio de Investigaciones Folklóricas Nacionales. En compañía de su esposa viaja a diversas regiones de Venezuela, ampliando sus estudios sobre la música y danza tradicional venezolana. Fue uno de los organizadores del Festival de la Tradición llevado a cabo en el Nuevo Circo de Caracas entre el 17 y el 21 de febrero de 1948 en ocasión de la ascensión al poder del escritor Rómulo Gallegos. Al ser derrocado el presidente Gallegos el 24 de noviembre de 1948 se encuentra de nuevo en Buenos Aires donde es encargado de la dirección de la Orquesta Americana.  En 1952 marcha para Caracas, esta vez con el propósito de impulsar los estudios del folclore en el país.  En 1953 funda la Orquesta Típica Nacional y se encarga de la dirección del Instituto Nacional de Folklore, del que estará al frente hasta 1973.
Desde 1966 se dedica, junto a su esposa, a la investigación de la música prehispánica en todo el continente americano, gracias a una beca Guggenheim con la que recorre México, Colombia, Ecuador y Centroamérica salvando numerosas melodías autóctonas.
En 1988, con la participación de otros académicos y musicólogos entre los que se encontraban Juan Liscano, Miguel Acosta Saignes, Rafael Olivares Figueroa, Manuel Rodríguez Cárdenas y su esposa Isabel Aretz, participa en la creación de la Fundación Internacional de Etnomusicología y Folklore (FINIDEF) parte del proyecto de conservación cultural de la OEA, proyecto al que dedicó todo su esfuerzo, llegando incluso a donar su patrimonio a la institución.
Mantuvo una perseverante labor como promotor de la cultura americana, como conferencista y escritor hasta sus últimos días. Fallece en Caracas el 22 de octubre de 1993.

## Legado
Además de piezas musicales como la ya mencionada Brisas del Torbes, Luis Felipe Ramón y Rivera dejó una importante contribución musical en obras para canto como Lejanía, Matinal, Aires de verde montaña y composiciones para piano como Joropo y Tierra andina, además de composiciones infantiles. Su labor como folclorista ayudó al rescate de importantes tendencias de la música prehispánica. Además de la permanente presencia de la Orquesta Típica Nacional. Su labor como compilador y escritor se plasmó en diversos volúmenes, más de 20 libros entre los que cabe mencionar:

### Lista parcial de libros y artículos
- 1953 - El joropo, baile nacional de Venezuela. ISBN 980-216-018-0
- 1953 - Una interpretación psicológica del coplero popular.
- 1955 - Cantos de trabajo del pueblo venezolano.
- 1961 - La música típica del Táchira: el folklore tachirense. ISBN 980-352-014-8
- 1963 - Cantos negros en la fiesta de San Juan.
- 1963 - Música folklórica y popular de Venezuela.
- 1966 - Selección de música folklórica de Venezuela.
- 1967 - Música indígena, folklórica y popular de Venezuela.
- 1969 - Formaciones escalísticas en la etnomúsica latinoamericana.
- 1969 - La música folklórica de Venezuela. ISBN 980-01-0254-X
- 1971 - La música afrovenezolana.
- 1976 - La música popular de Venezuela.
- 1980 - Fenomenología de la etnomúsica del área latinoamericana.
- 1981 - Teatro popular venezolano.
- 1982 - Nuestra historia en el folclore. ISBN 980-01-0323-6
- 1982 - El folklore en la novela venezolana. ISBN 84-499-5695-1
- 1985 - Pueblos tachirenses.
- 1987 - Sobre el autor del himno nacional.
- 1988 - 50 años de música en Caracas, 1930-1980. ISBN 980-300-136-1
- 1992 - Folk Songs of the Americas. ISBN 0-8464-2506-8
- 1992 - La poesía folklórica de Venezuela. ISBN 980-01-0194-2
- 1992 - Memorias de un Andino. ISBN 980-07-0841-3
- 1996 - Literatura folklórica tachirense: Cuentos de Pedro Rimales. ISBN 980-352-014-8

### Lista parcial de composiciones
- 1939 - Brisas del Torbes
- 1938 - Matinal
- 1945 - Diez canciones infantiles
- 1945 - Joropo (pieza para piano)
- 1962 - Tierra andina (pieza para piano)
- 1949 - Lejanía
- ---- - Aire de verde montaña